# Севень (комуна)
Севень, Севені (рум. Săveni) — комуна у повіті Яломіца в Румунії. До складу комуни входять такі села (дані про населення за 2002 рік):
- Севень (3145 осіб)
- Фрецилешть (467 осіб)

Комуна розташована на відстані 123 км на схід від Бухареста, 21 км на схід від Слобозії, 92 км на північний захід від Констанци, 96 км на південь від Галаца.

## Населення
За даними перепису населення 2002 року у комуні проживали 5635 осіб, усі — румуни. Усі жителі комуни рідною мовою назвали румунську.
Склад населення комуни за віросповіданням:
| Релігія       | Кількість осіб | Відсоток |
| ------------- | -------------- | -------- |
| православні   | 5553           | 98,5%    |
| адвентисти    | 58             | 1,0%     |
| лютерани      | 9              | 0,2%     |
| п'ятдесятники | 3              | 0,1%     |
| бретрени      | 3              | 0,1%     |
| атеїсти       | 1              | < 0,1%   |